# Ting Ho Kiu
Ting Ho Kiu  (chiń. 丁可翹; ur. ?) – hongkońska lekkoatletka, skoczkini o tyczce.
Wielokrotna mistrzyni i rekordzistka kraju.

## Rekordy życiowe
- Skok o tyczce – 3,40 (2016) były rekord Hongkongu[3][4]